# Tokat
Pour la province, voir Tokat (province).
Tokat est une ville de Turquie, située en Anatolie, dans la Région de la mer Noire. Elle est la préfecture de la province du même nom.

## Monuments
Le monument le plus important de Tokat est la citadelle ottomane qui compte 28 tours, fondée sur une colline rocheuse dominant la ville. On note aussi la mosquée de Garipler datant au XIIe siècle et la mosquée d'Ali Pacha du XVIe siècle.
Un des plus beaux bâtiments de Tokat est le Gök Medrese (Pervane Bey Darussifasi), construit en 1270. Originellement école de théologie (Medersa), il est devenu un musée et accueille les découvertes archéologiques de la région.
Le Latifoglu Konak, maison ottomane datant de 1746, est un chef-d'œuvre de l'architecture baroque ottomane (en). Ce bâtiment historique a été rénové et converti en petit musée. Une grande partie des meubles de la cuisine, de la salle d'étude, du salon de réception, des salles de bain et toilettes, de la chambre à coucher, de la chambre du maître et du  harem sont d'origine.
L'université locale fondée en 1992, la Gaziosmanpaşa Üniversitesi, a reçu son nom de celui de Gazi Osman Pacha (1837-1900), maréchal de l'armée ottomane, né dans cette ville.